# Ongelijkheid van Pedoe
De ongelijkheid van Pedoe is een ongelijkheid in de meetkunde vernoemd naar Daniel Pedoe (1910-1998). Als {\displaystyle a,\,b} en {\displaystyle c} de lengtes zijn van de zijden van een driehoek met oppervlakte {\displaystyle o}, en {\displaystyle A,\,B} en {\displaystyle C} de lengtes van de zijden van een driehoek met oppervlakte {\displaystyle O}, geldt
{\displaystyle A^{2}(b^{2}+c^{2}-a^{2})+B^{2}(a^{2}+c^{2}-b^{2})+C^{2}(a^{2}+b^{2}-c^{2})\geq 16Oo},
waarbij het gelijkteken geldt dan en slechts dan als de twee driehoeken gelijkvormig zijn.
De uitdrukking aan de linkerkant van de ongelijkheid is op twee manieren symmetrisch:
- De uitdrukking is invariant onder elk van de zes permutaties van de drie paren {\displaystyle (A,a),\,(B,b),\,(C,c)};
- De uitdrukking is ook invariant onder verwisseling van {\displaystyle (a,b,c)} en {\displaystyle (A,B,C)}.